# Glupschgeister
Glupschgeister ist ein Kinderspiel der Spieleautoren Jens-Peter Schliemann und Bernhard Weber. Das Spiel für zwei bis vier Spieler ab fünf Jahren dauert etwa 20 Minuten pro Runde. Es ist im Jahr 2016 bei Kosmos Spiele erschienen und wurde auf die Empfehlungsliste des Kinderspiels des Jahres 2017 aufgenommen.

## Thema und Ausstattung
Bei dem Spiel geht es darum, möglichst viele „Glupschgeister“ zu finden und zu fangen. Dabei müssen diese Geschöpfe durch lupenartige Glupschsteine identifiziert und danach gefischt werden. Wer als Erster sein Glupschgeisterversteck vollständig mit 9 Glupschgeistern gefüllt hat, gewinnt das Spiel.
Neben der Spielanleitung besteht das Spielmaterial aus:
- einem Spielplan „Tiefsee“
- einer großen Scheibe mit Fischen
- einer kleinen Scheibe mit den „Glupschgeistern“
- einer Drehfigur mit Drehfuß, als „Krakengeist“ bezeichnet
- 14 Vergrößerungslinsen („Seedeckel“)
- 60 Glupschgeister-Plättchen, 10 von jeder Art
- drei Krakengeist-Plättchen
- vier Seesternen
- einem Zahlenwürfel

Insgesamt gibt es sechs verschiedene Glupschgeister, die verschiedenen Meerestieren nachempfunden sind:
- Maggie  (Seepferdchengeist),
- Lisa (Quallengeist),
- Don (Schnurrbartgeist),
- Luc (Schneckengeist),
- Bob (Kugelfischgeist) und
- Al (Aalgeist).

## Spielweise
Vor Spielbeginn wird das Spielfeld aufgebaut, indem die Drehscheiben mit den Fischen und den Glupschgeistern in den Schachteleinsatz eingepasst werden, auf der Fischscheibe werden die Glupschgeister-Plättchen gleichmäßig verteilt. Danach werden die Scheiben mit dem Tiefsee-Spielplan abgedeckt und mit der Drehfigur fixiert. Die „Seedeckel“ werden auf die entsprechenden Aussparungen verteilt. Abschließend wird die Drehscheibe so lange in Pfeilrichtung gedreht, bis ein Glupschgeist im Sichtfenster erscheint. Jeder Spieler wählt dann eine Farbe und bekommt den entsprechenden Seestern, bei zwei Spielern wählt jeder Spieler zwei Farben.
Der Startspieler würfelt mit Würfel und dreht danach den „Krakengeist“ um so viele Glupschgeister weiter, wie das Würfelergebnis anzeigt. Der dann im Sichtfenster sichtbare Geist muss von allen Mitspielern durch die Seedeckel gesucht werden; wer einen oder mehrere der gesuchten Geister erkennen kann, legt seinen Seestern auf den entsprechenden Seedeckel ab und blockiert diesen damit entsprechend. Haben alle Spieler ihre Seesterne platziert, wird beginnend mit dem aktiven Spieler nach den Glupschgeistern gefischt. Der Spieler nimmt den von ihm markierten Seedeckel ab und fischt nun mit den Fingern die gesuchten Glupschgeister aus dem Loch und legt sie in sein eigenes Versteck. Die unter dem Seedeckel befindlichen Plättchen dürfen beim Fischen beliebig gezogen und geschoben werden, danach wird das Loch wieder abgedeckt. Danach wird der Würfel an den nächsten Spieler weitergegeben.
Das Spiel endet in der Runde, in der ein Spieler neun Glupschgeister gesammelt und damit sein Versteck vollständig gefüllt hat. Wenn in der Runde mehrere Spieler ihre Verstecke voll haben, gewinnen sie zusammen.

### Variante für zwei Spieler
Bei zwei Spielern wählt zu Beginn jeder Mitspieler zwei Seesterne und spielt entsprechend. Gewonnen hat der Spieler, der zuerst beide Verstecke aufgefüllt hat, wobei er seine Glupschgeister sich unabhängig von der aktuell genutzten Farbe in ein beliebiges der beiden Verstecke bringen kann. Die Spieler spielen abwechselnd, beginnend mit dem Spieler, der gewürfelt hat.

### Variante „Krakengeist“
In der Variante „Krakengeist“ kommen die drei „Krakengeist“-Plättchen mit ins Spiel und werden gemeinsam mit den Glupschgeistern auf der Drehscheibe verteilt. Während des Spiels blockiert der Krakengeist die Seelöcher, in 
denen er auftaucht. Ist er nicht sichtbar, können die Spieler in dem Loch fischen, müssen jedoch alle gefangenen Glupschgeister wieder zurücklegen, wenn sie einen Krakengeist hervorfischen.

## Versionen und Rezeption
Das Spiel Glupschgeister wurde von Jens-Peter Schliemann und Bernhard Weber entwickelt und 2016 bei Kosmos Spiele zur Nürnberger Spielwarenmesse veröffentlicht. Die Illustrationen stammen von Annette Nora Kara. Es wurde 2017 auf die Empfehlungsliste des Kinderspiels des Jahres aufgenommen. Die Jury zum Kinderspiel des Jahres beschreibt den Spielmechanismus wie folgt:

„[…] Um den kleinen Racker dann auch noch erfolgreich in sein Versteck zu bringen, also sein Plättchen vom Spielfeld zu nehmen, ist in diesem stimmungsvollen wie turbulenten Unterwasserabenteuer auch noch Geschick gefragt.“

Nach der ersten deutschen Version des Spiels bei Kosmos Spiele erschien in den Niederlanden eine Version unter dem Titel Gekke Geister bei dem Verlag 999 Games. 2017 wurde von Kosmos auch eine englischsprachige Version unter dem Namen Lagoonies veröffentlicht.

## Belege
1. 1 2 3 4 5 6 7 8  Spieleanleitung Glupschgeister (Memento des Originals vom 5. Juli 2022 im Internet Archive)  Info: Der Archivlink wurde automatisch eingesetzt und noch nicht geprüft. Bitte prüfe Original- und Archivlink gemäß Anleitung und entferne dann diesen Hinweis.
2. 1 2  Glupschgeister auf der Website der Jury zum Kinderspiel des Jahres; abgerufen am 12. Juni 2017.
3. ↑  Versionen von Glupschgeister bei BoardGameGeek; abgerufen am 12. Juni 2017.